# Sigeberht de Wessex
Sigeberht va ser rei de Wessex durant només un any, del 756 al 757. Va succeir Cuthred, del qual era un parent llunyà, però va ser acusat d'actuar injustament i els nobles el van fer fora del poder, i es va haver de conformar amb el govern de Hampshire. Allà va ser acusat d'assassinar un noble anomenat Cumbra i en venjança el van portar a un porquer que el va assassinar. És possible que al darrere d'aquest alçament dels nobles estigués conspirant el rei Æthelbald de Mèrcia. El seu germà Cyneheard es va haver d'exiliar però va tornar l'any 786 per matar el successor en el tron, Cynewulf.